# 刈谷市産業振興センター
刈谷市産業振興センター（かりやしさんぎょうしんこうセンター）は、愛知県刈谷市にあるコンベンション施設。

## 歴史
- 1995年10月 - 刈谷駅北側に完成。
- 2010年（4月1日 - 指定管理者として刈谷市都市施設管理協会が管理運営に当たっている[2]。

## 施設
20の会議室、展示場「あいおいホール」、小ホールが設けられている。あいおいホールでは多くのイベントが開かれており、中でもプロボクシング興行が頻繁に打たれている。また、刈谷市を拠点とするプロレス団体「DEP」が旗揚げ以来常打ちとして使用し、他団体では過去にプロレスリング・ノア、DDTプロレスリング、DRAGONGATEなどが興行を打っていたが、駅南側に刈谷市総合文化センターが完成するとそちらを利用するようになり、当ホールでのプロレス興行は減少した。

## 交通アクセス
- JR東海道本線・名鉄三河線「刈谷駅」北口より徒歩で約3分。